# Се (буква армянского алфавита)
Ս, ս (арм. սեо файле, в кл. орф. սէ, се) — двадцать девятая буква армянского алфавита. Создал Месроп Маштоц в 405—406 годах.

## Использование
И в восточноармянском, и в западноармянском языках обозначает звук [s]. Числовое значение в армянской системе счисления — 2000.
Использовалась в курдском алфавите на основе армянского письма (1921—1928) для обозначения звука [s].
Во всех системах романизации армянского письма передаётся как s. И в восточноармянском, и в западноармянском шрифте Брайля букве соответствует символ ⠎ (U+280E).

## Кодировка
И заглавная, и строчная формы буквы се включены в стандарт Юникод начиная с версии 1.0.0 в блоке «Армянское письмо» (англ. Armenian) под шестнадцатеричными кодами U+054D и U+057D соответственно.

## Галерея

Округлый еркатагир
Прямолинейный еркатагир
Болоргир
Нотргир
Шхагир